# Katherine Squire
Katherine Squire (* 9. März 1903 in Defiance, Ohio; † 29. März 1995 in Lake Hill, New York) war eine US-amerikanische Theater- und Filmschauspielerin.

## Leben
Katherine Squire wurde 1903 in Defiance, Ohio, geboren. Nach ihrem Abschluss am Ohio Wesleyan College studierte sie Schauspiel am American Laboratory Theater und trat zunächst am Cleveland Play House auf. 1927 gab sie mit einer kleinen Rolle in William Shakespeares Viel Lärm um nichts ihr Debüt am New Yorker Broadway, wo sie bis in die 1950er mehrfach auftrat. Über die Jahre spielte sie aber vor allem an regionalen Theatern, wie dem Tyrone Guthrie Theater in Minneapolis oder dem Long Wharf Theater in New Haven. In den frühen 1980er Jahren spielte sie auch in New Yorks Roundabout Theater in Ibsens Hedda Gabler an der Seite von Hauptdarstellerin Susannah York.
Ab 1952 hatte sie auch häufig vor der Fernsehkamera gestanden, so beispielsweise für die Fernsehserien Mike Hammer (1958),  Alfred Hitchcock Presents (1960) oder Die Leute von der Shiloh Ranch (The Virginian, 1962). 1959 hatte sie in Clifford Odets Gerichtsdrama Sensation auf Seite 1 (The Story on Page One) ihren ersten Leinwandauftritt als fürsorgliche Mutter von Rita Hayworth. Es folgten kleine Nebenrollen in Filmen wie Die Tage des Weines und der Rosen (Days of Wine and Roses, 1962) und Asphaltrennen (Two-Lane Blacktop, 1971). Zuletzt war sie in Rob Reiners Liebeskomödie Harry und Sally (When Harry met Sally…, 1989) als ältere Frau eines interviewten Ehepaars zu sehen.
In erster Ehe war sie mit ihrem Schauspielkollegen Byron McGrath verheiratet. 1940 ehelichte sie den Schauspieler George Mitchell, der drei Töchter mit in die Ehe brachte und mit dem sie mehrfach gemeinsam auf der Bühne und vor der Kamera stand. Bis zu Mitchells Tod im Jahr 1972 lebten sie zusammen in Nyack, Rockland County. Katherine Squire starb 1995 im Alter von 92 Jahren in Lake Hill, New York.

## Filmografie (Auswahl)
- 1952: The Rocket (TV-Film)
- 1958: Mike Hammer (TV-Serie, 1 Folge)
- 1959: Sensation auf Seite 1 (The Story on Page One)
- 1960: The Closing Door (TV-Film)
- 1960: Der Texaner (The Texan) (TV-Serie, 1 Folge)
- 1960: Alfred Hitchcock Presents (TV-Serie, 2 Folgen)
- 1960: Nur wenige sind auserwählt (Song Without End)
- 1962: Die Leute von der Shiloh Ranch (The Virginian) (TV-Serie, 1 Folge)
- 1962: Die Tage des Weines und der Rosen (Days of Wine and Roses)
- 1966: Ritt im Wirbelwind (Ride in the Whirlwind)
- 1969: This Savage Land (TV-Film)
- 1971: Asphaltrennen (Two-Lane Blacktop)
- 1973: Blade – Der Kontrabulle (Blade)
- 1989: Harry und Sally (When Harry met Sally…)